# 青木和子
青木 和子（あおき かずこ、1927年〈昭和2年〉1月1日 - ）は日本の女優。
東京府（現・東京都）出身。

## 人物
文化学院卒業後、演劇雑誌『テアトロ』の編集部員となるが、元々芝居が好きだったことから1953年に劇団ぶどうの会に入団する。当初は演出家志望だったが、劇団員不足だったことから芝居に駆り出されるようになり女優業の道を進む。
その後、『小さな目』（1964年）、『あなた事件よ!』（1966年）などの帯ドラマを中心に活動することになり、ぶどうの会を退団して劇団民衆舞台に移籍する。その後はおふぃす・久保路、ミチコブレーンに所属していた。
1969年、TBSのテレビドラマ『柔道一直線』に桜木健一演じる主人公・一条直也の母親・一条トメ役でレギュラー出演。当時の紹介記事では「本当は裏方の仕事をしているほうが楽しいんです。そのせいかいつまでたっても芝居がうまくならないヘンな女優です」と答えている。
特技は日舞、長唄、モダンダンス。

## 出演

### テレビドラマ
- 特別機動捜査隊 第119話「満員電車」（1964年、NET）
- 小さな目（1964年、ABC）
- あなた事件よ!（1966年、ABC） - 主演・松子[6]
- とし子さん 第13話 「いなかものの栄光」（1966年、国際放映 / TBS） - 吉塚マユ子
- 渥美清の泣いてたまるか 第30回「恋をつまびく」（1967年、TBS）
- マグマ大使 第30話「怪獣テラバーデン対スクランブル」・第31話「ゴアの魔手から地球を守れ！」（1967年、CX） - 木村の妻・秀代
- 柔道一直線（1969年 - 1971年、TBS） - 一条トメ
- アイちゃんが行く! 第2話「心のパパに会っちゃった」（1972年、CX） - 斉藤佐代子
- ウルトラマンタロウ 第24話「これがウルトラの国だ!」（1973年、TBS） - 岩森兄弟の母・ヨウコ
- どっこい大作 第42話「ヘラ一本男の旅だ!!」・第43話「あった! 幻のパン?!」（1973年、NET）- 山岸きくの
- 6羽のかもめ（1974年 - 1975年、CX）
- 少年ドラマシリーズ「いつわりの微笑」（1976年、NHK） - 春子
- 赤い運命（1976年、TBS） - 吉本加代
- 太陽にほえろ! （NTV）
  - 第215話「七曲署一係・その一日」（1976年） - 保険勧誘員
  - 第370話「恐怖の食卓」（1979年） - 佐伯夫人
- 土曜ドラマ（NHK）
  - 優しい時代（1978年） - 加納の母 役
- 男たちの旅路 第4部 第3話「車輪の一歩」（1979年、NHK） - 川島の母
- 花神（1977年、NHK） - 堺屋女将
- 土曜ワイド劇場「恐怖の人喰い鱶 鱶女」（1980年、ANB）
- 警視-K 第3話「自白への道」（1980年、NTV）
- おれたち夏希と甲子園（1982年、NHK） - 夏希の母
- 木曜ゴールデンドラマ「松本清張の喪失」（1983年、YTV） - 須田雅代
- オサラバ坂に陽が昇る（1983年、TBS）
- 金曜日の妻たちへII、男たちよ、元気かい?（1984年、TBS） - 佐野伸代
- おんな風林火山 第11話「姫たちの戦場・長篠」（1986年、TBS）
- 日本一のカッ飛び男 第9話「涙と怒りと真実と」（1990年、CX）
- 芸能社会（1990年、TBS）
- かりん（1993年、NHK）

### 映画
- 青春讃歌 暴力学園大革命（1975年、東映） - 星君江
- 実録不良少女 姦（1977年、日活） - なみ
- 果てしなき絶頂（1978年、にっかつ） - サチの母
- TATTOO＜刺青＞あり（1982年、ATG） - 三千代の母
- 連続殺人鬼 冷血（1984年、ジョイパックフィルム） - 辰田静江

### 舞台
- 風浪
- 蛙昇天
- 人き斬り以蔵

### 吹き替え
- モーガン警部[2]
- ローハイド[2]